# جنس نومي
الجنس النومي (بالإنجليزية: sleep sex)‏ أو سيكسومنيا (بالإنجليزية: sexsomnia)‏ حالة يمارس فيها الشخص نشاطات جنسية أثناء النوم. تندرج هذه الحالة ضمن فئة واسعة من اضطرابات النوم المعروفة باسم الخطل النومي. في الحالات القصوى، تضمنت قضايا الاعتداء الجنسي، بما في ذلك الاغتصاب، الإحالة إلى السيكسومنيا، بل وقبولها.
تعتبر السيكسومنيا نوع من باراسومنيا أو نوم حركة العين غير السريعة (NREM). ولا يتذكر المصابون بهذا الاضطراب ما فعلوه بينما هم نائمون.